# Паштел-де-фейжан
Паштел-де-фейжан (порт. Pastel de feijão) — традиційний португальський десерт, тістечко з хрусткого тіста з начинкою з джему з флотської квасолі. Представлено на початку XX століття, в місті Торріш-Ведраш, хоча найімовірніше було винайдено задовго до цього черницями. Стало одним із 38 десертів, обраних для показу на Португальській етнографічній виставці в 1896 як «типова регіональна насолода».

## Опис
Тістечко має діаметр близько 7 см. Випічка є кошиком з тіста з начинкою з джему з бобів, цукру, яєць і мигдалю. Зазвичай продається штучно, або упаковками по 6 штук.

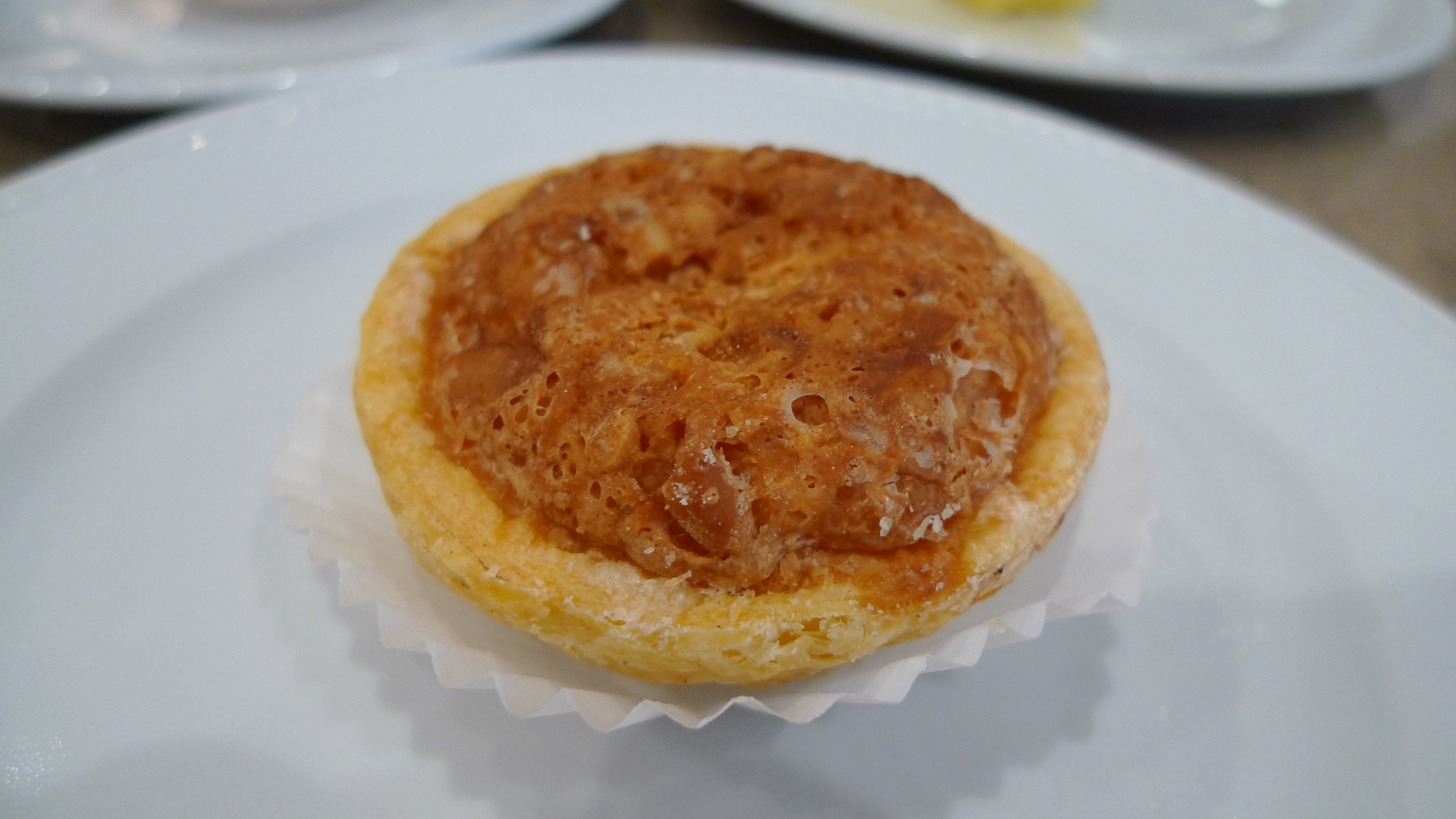